# Misiones (provins)
Provinsen Misiones (spansk: Provincia de Misiones) er en provins i det nordøstlige Argentina. Den grænser til Paraguay og Brasilien. I syd grænser den op til naboprovinsen Corrientes. Misiones dækker et areal på 29.801 km2
og har en befolkning på ca. 1.278.873 (2022) indbyggere.
Det store vandfald er provinsens største attraktion.

## Byer
- Posadas, provinshovedstad med 280.000 indbyggere.
- Oberá, agroindustri præger byen. Om 60.000 indbyggere.
- Eldorado om 50.000 indbyggere.
- Puerto Iguazú, grænseby mod Brasilien nær nationalparken Iguazú. Præget af turisme,og har 35.000 indbyggere.

## Historie
Provinsen er opkaldt efter misionsstationerne til Jesuitterne (Reducciones) som blev etableret i området. af det 15 Reducciones som blev etableret i Argentina, lå 11 i det som nu er provinsen Misiones. Fire af disse blev sat på UNESCOs liste over verdensarv i 1984: San Ignacio Mini, Nuestra Señora de Santa Ana, Nuestra Señora de Loreto, Santa María la Mayor.